# Saint-Hubert (Bélgica)
Saint-Hubert es un municipio de la región de Valonia, en la provincia de Luxemburgo, Bélgica. A 1 de enero de 2019 tenía una población estimada de 5569 habitantes.

## Geografía
Se encuentra ubicada al sureste del país, en la zona de las Ardenas y está bañada por el río Lomme.

### Secciones del municipio
El municipio comprende los antiguos municipios, que se fusionaron en 1977:
| - Saint-Hubert - Arville - Awenne - Hatrival - Mirwart - Vesqueville |

### Pueblos y aldeas del municipio
El municipio comprende los pueblos y aldeas de: Lorcy, Poix, Saint-Michel, Sainte-Adeline, Hurtebise, Pont à Lomme, Pont de Libin, Le Sartay, Les Moulins, Les Forges y Les Rouges Fosses.

## Demografía

### Evolución
Todos los datos históricos relativos al actual municipio, el siguiente gráfico refleja su evolución demográfica, incluyendo municipios después de efectuada la fusión el 1 de enero de 1977.
| Gráfica de evolución demográfica de Saint-Hubert entre 1846 y 2020 |
|                                                                    |